# ワイルド・サイドを歩け
「ワイルド・サイドを歩け」（原題： Walk on the Wild Side）はルー・リードが1972年に発表した楽曲。リードの代表作の一つ。数多くのライブ・バージョンがある。

## 概要

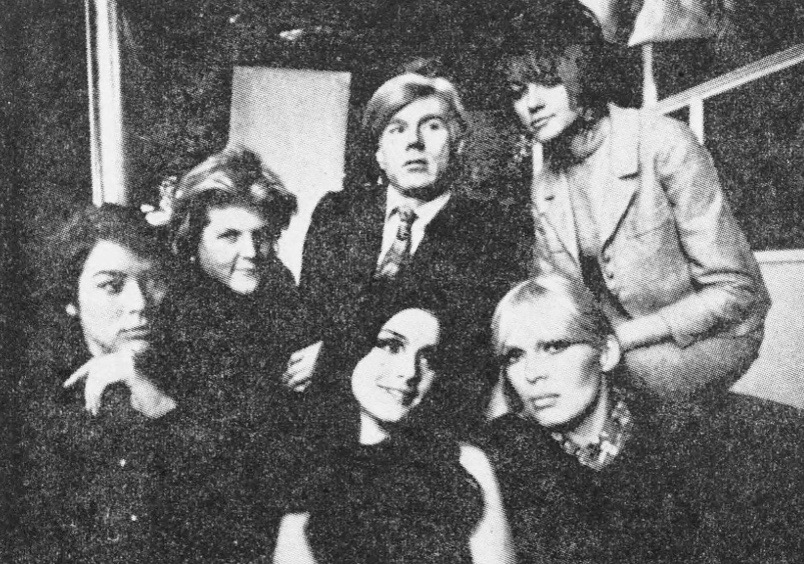
アンディ・ウォーホルとファクトリー（The Factory）に集う彼の仲間たち

アンディ・ウォーホルがニューヨークに構えたスタジオ「ファクトリー（The Factory）」に集うアーティストたちは一つの集団を形成するようになり、彼らは「スーパースターズ」と呼ばれた。ルー・リードはその中からトランスジェンダーやゲイの役者たちに焦点を当て、モデルとし、本作品を書き上げた。モデルとされたのはホリー・ウッドローン、キャンディ・ダーリング、ジョー・ダレッサンドロ、ジョー・キャンベル、ジャッキー・カーティスらである。
またリードは、ネルソン・オルグレンが1956年に著した小説『A Walk on the Wild Side』を足がかりにして曲を書いたことをはっきりと認めている。
特徴的なベース・ラインは、ダブル・ベースにエレクトリック・ベース（フェンダー・ジャズベース使用）を重ねたものである。ともにハービー・フラワーズが演奏した。バッキング・ボーカルはイギリスの女性ボーカル・トリオ、サンダーサイズ（Thunderthighs）が担当した。エンディングのバリトン・サックスのソロは、ロニー・ロス。ロスは、デヴィッド・ボウイが少年時代にサックスを習ったジャズ・ミュージシャンで、ビートルズの「サボイ・トラッフル」でバリトン・サックスを吹いたことで知られる。
1972年11月8日発売のセカンド・アルバム『トランスフォーマー』に収録され、同年11月24日、イギリスで「パーフェクト・デイ」と両A面扱いでシングルカットされた。本国アメリカでのシングルは1973年2月に発売された。
1973年4月28日付のビルボード・Hot 100の16位を記録した。同年5月12日付の全英シングルチャートの10位を記録した。

## 演奏者
- ルー・リード - ボーカル、アコースティック・ギター
- デヴィッド・ボウイ - アコースティック・ギター[10]
- ハービー・フラワーズ - ベース、ダブル・ベース
- ジョン・ハルシー - ドラムス
- ロニー・ロス - バリトン・サックス
- サンダーサイズ - バッキング・ボーカル
- ミック・ロンソン - ストリングス編曲

## 別バージョン
- 『American Poet』（2001年6月26日発売）

1972年12月26日、ニューヨークのヘムステッド・シアターにて録音。
- 『Lou Reed Live』（1975年3月発売）[11]

1973年12月21日、ニューヨークのアカデミー・オブ・ミュージックにて録音。
- 『Live: Take No Prisoners』（1978年11月発売）[12]

1978年5月17日 - 21日、ニューヨークのボトムラインにて録音。
- 『Live in Italy』（1984年1月発売）

1983年9月、ヴェローナ、ローマにて録音。

## カバー・バージョン
- パティ・プラヴォ - 1973年のアルバム『Pazza idea』に収録。イタリア語詞。タイトルは「I giardini di Kensington」。
- ラッセ・モルテンソン - 1973年のシングル。フィンランド語詞。タイトルは「Miltä meno maistuu」。
- ピーター・ノース - 1975年のアルバム『Saxomania』に収録。
- ハービー・マン - 1979年のアルバム『Yellow Fever』に収録[13]。
- パヴェル・ボベック - 1980年のシングル。チェコ語詞。タイトルは「Zkus se životu dál smát」。
- ジェントリー・モルゼン - 1985年のシングル。
- エディ・ブリケル&ニュー・ボヘミアンズ - 1988年の12インチ・シングル「ホワット・アイ・アム」に収録。
- ヘクトル - 1990年のアルバム『Yhtenä iltana...』に収録。フィンランド語詞。タイトルは「Seisovaa ilmaa」。
- ヴァネッサ・パラディ - 1990年のアルバム『Variations sur le meme t'aime』に収録。
- ザ・スキッズ - 1991年のアルバム『BBC Radio 1 Live in Concert』に収録。
- アルベルト・プラ - 1995年のアルバム『Supone Fonollosa』に収録。スペイン語詞。タイトルは「El lado más bestia de la vida」。
- スザンヌ・ヴェガ - 2020年のライブ・アルバム『An Evening of New York Songs and Stories』に収録[14]。
- マーキー・マーク&ザ・ファンキー・バンチ-1991年のアルバム『Music for the People』に収録。タイトルは「Wildeside」。